# Der kleine Vampir
Der kleine Vampir is een boekenreeks van de Duitse auteur Angela Sommer-Bodenburg. Het eerste boek, met gelijknamige titel, kwam in Duitsland uit in 1979. Het boek werd naar het Nederlands vertaald door Thera Coppens onder de naam "De kleine vampier" en werd in 2001 uitgebracht door uitgeverij De Fontein.

## Inhoud
Anton Bohnsack is een jongen van negen jaar. Hij leest graag horrorverhalen. Op een avond ontmoet hij aan zijn vensterraam Rüdiger Schlotterstein, een echte vampier. Rüdiger wil Anton in eerste instantie opeten, maar zijn mening verandert nadat hij verneemt dat Anton verzot is op vampierenverhalen. De twee worden goede vrienden. Rüdiger is lid van een vampierenfamilie die zich schuilhoudt in een verborgen crypte op de oude begraafplaats. Vermomd als vampier ontmoet Anton de andere familieleden en wordt ook bevriend met jongere zus Anna en oudere broer Lumpi.
Anton trekt voorals 's nachts op met zijn ongewone vrienden. Hij verneemt dat vampieren kunnen vliegen dankzij hun speciale mantel. Voorzichtigheid is belangrijk, want op Rüdiger, Anna en Lumpi na mag geen enkele vampier weten dat Anton een mens is. Ook de vampieren moeten opletten zodat ze niet in de val lopen van vampierenjagers zoals Geiermeier, de klusjesman van de begraafplaats.

## Personages

### Vampieren
Rüdiger von SchlottersteinRüdiger is de tweede jongste van de Schlotterstein clan. Hij werd vampier toen hij elf jaar was. Hoewel hij meestal handelt uit eigenbelang zal hij zijn vrienden nooit in de steek laten. Hij heeft veel respect voor zijn oudere broer Lumpi en aanziet hem als rolmodel. Met zijn jongere zus Anna heeft hij de typische "broer-zus"-ruzietjes.
Anna von SchlottersteinZij is de jongste telg van de Schlotterstein familie. Ze werd vampier toen ze negen jaar oud was. In het begin van de reeks had ze een bijnaam: Anna die Zahnlose (Anna de Tandloze) omdat ze eigenlijk geen vampier wou zijn. Daarnaast dronk ze koemelk omdat dit voor haar dezelfde voedingswaarde had als bloed. Later in de reeks besluit ze te gaan leven als een echte vampier. Op het einde van de reeks wordt ze zelfs aanvoerder van alle Duitstalige vampiers en volgt de voormalige leidster Elisabeth die Naschhafte op. Rüdiger brengt Anton al snel in contact met Anna en beiden kunnen zeer goed met elkaar opschieten. Echter is de levenswijze tussen een mens en een vampier zo verschillend, dat een echte relatie onmogelijk blijkt te zijn. Ook nadat Anna beslist om een echte vampier te zijn, blijft ze haar gevoelens voor Anton behouden.
Lumpi von Schlotterstein, alias Lumpi der Starke (Lumpi de Sterke)Lumpi is de oudere broer van Rüdiger en Anna. Hij waant zichzelf leider van de Schlotterstein-familie, maar wordt telkens overrompeld door grootmoeder Sabine. Lumpi werd vampier tijdens zijn puberjaren en gedraagt zich ook als puber. Hoewel hij regelmatig dreigt om Anton op te eten, is dit eerder bedoeld om hem te plagen of bang te maken.
Tante Dorothee von Schlotterstein-SeifenschweinDorothee is de tante van Rüdiger en Anna en ook de bloeddorstigste van de ganse familie. Ze heeft Anton regelmatig als prooi achtervolgd wanneer deze niet vermomd was als vampier. Dorothee was getrouwd met Theodor von Seifenschwein, maar hij werd vermoord door Geiermeier nog voordat het verhaal start. Ze bleef lange tijd weduwe en werd totaal onverwacht verliefd op een mens: Herr Schwanenhals, een leraar van Anton. Uiteindelijk verneemt Herr Schwanenhals dat Dorothee een vampier is. Hij beslist vrijwillig dat hij ook wil muteren. Het koppel trouwt in het laatste boek.
Oom Theodor von SeifenschweinHij is een oom van Rüdiger en Anna, maar werd reeds lange tijd geleden vermoord. Theodor werd betrapt door Geiermeier terwijl hij met de kaarten speelde op zijn kist. Door dit incident was de vampierenclan genoodzaakt te verhuizen. Sindsdien verschuilen ze zich in een ondergrondse, geheime crypte gelegen op de oude begraafplaats. De kist van Theodor werd meegenomen als aandenken, maar werd later ook gebruikt als doorgang naar een geheime nooduitgang. Rüdiger neemt de mantel van Theodor regelmatig stiekem mee naar Anton.
Sabine die Schreckliche (Sabine de Verschrikkelijke)Zij is de matriarch van de Schlottersteins en tevens grootmoeder van Rüdiger, Anna en Lumpi.
Wilhelm der Wüste (Wilhelm de Woeste)Wilhelm is getrouwd met Sabine en dus de grootvader van Rüdiger, Anna en Lumpi.
Ludwig der Fürchterliche (Ludwig de Gruwelijke) en Hildegard die Durstige (Hildegard de Dorstige)Ludwig is de zoon van Sabine. Hij is getrouwd met Hildegard. Ludwig en Hildegard zijn dus de ouders van Rüdiger, Anna en Lumpi.
Fräulein Ölga von SeifenschweinZij is een nicht van Rüdiger, Anna en Lumpi. Theodor was een oom van haar. Olga is een verwend, arrogant, manipulatief meisje. Ze woonde oorspronkelijk in Transsylvanië. Nadat haar familie werd gedood door vampierenjagers vluchtte ze naar Duitsland en zocht onderdak bij tante Dorothee. Olga doet Rüdiger geloven dat ze verliefd op hem is, al heeft ze in werkelijkheid haar zinnen op Anton gezet. Later verneemt ze dat Anton een mens is. Omdat ze hem als eeuwige slaaf wil hebben, wil ze hem bijten en zijn bloed drinken. Pas dan komt Rüdiger met beide voeten op de gond en breekt met Olga om Anton te sparen.
DraculaGraaf Dracula verschijnt meerdere keren in het boek als de wereldwijde leider van de vampieren. Hij wordt zelfs enige tijd persoonlijke leraar van Anna, Rüdiger en Lumpi.
Elisabeth die Naschhafte (Elisabeth de Gulzige)Zij is leidster van het Duitse vampierenvolk. Op het einde van het boek duidt ze Anna aan als opvolgster van deze taak.
Jörg der Aufbrausende (Jörg de Irritante)Jörg is een jonge vampier met slechte invloeden. Hij is lid van Lumpi's mannenvampierenclub.

### Mensen
Anton BohnsackAnton is negen jaar oud en zit in het derde leerjaar. Hij leest graag horrorverhalen. Hij raakt goed bevriend met Rüdiger.
Anton Bohnsack senior en HelgaZij zijn de ouders van Anton. Vader is een grappige man en werkt bij een scheepvaartsbedrijf. Moeder Helga geeft les. Anton verklapt dat Anna en Rüdiger vampiers zijn, maar zij geloven hem niet. Ze zijn op de hoogte van de vampierenfascinatie van hun zoon en zeggen hem dikwijls dat hij zich dat slechts inbeeldt. Desondanks moeten ze toegeven dat Anna en Rüdiger wel lugubere en vreemde kledij dragen. Hun mening verandert gedeeltelijk nadat Anna ongewild werd gefotografeerd en niet op de ontwikkelde foto staat.
Hans-Heinrich GeiermeierHij is de klusjesman van de begraafplaats. Nadat hij Theodor von Schlotterstein eerder toevallig heeft gedood, heeft hij zichzelf de taak opgelegd om alle vampiers uit te roeien. Anton start zijn eigen oorlog in het voordeel van de vampiers door Geiermeier steeds op dwaalsporen te brengen. Verder mengt Geiermeier in al zijn eten knoflook en heeft hij steeds houten spiezen op zak.
SchnuppermaulHij is een tuinman ingehuurd door Geiermeier en in veel opzichten zijn tegenpool. Schnuppermaul is naïef en dom. Hij wordt zelfs bevriend met Lumpi, niet wetende dat hij een vampier is. Uiteindelijk komt hij achter de waarheid en beslist dat deze vriendschap primeert.
Dr. Jürgen SchwartenfegerDe ouders van Anton zijn bezorgd omwille van zijn blijvende vampierenfascinatie en sturen hem uiteindelijk naar psycholoog Schwartenfeger. Later blijkt dat Schwartenfeger ook vampiers behandelt: volgens hem hebben vampiers enkel schrik van de zon omwille van psychologische redenen. Hij is er zeker van dat hij hun angst kan wegnemen.
Igno von RantVampier Von Rant meldt zich aan bij Schartenfeger met de vraag om zijn angst voor de zon weg te nemen. Later blijkt dat hij een gewone mens is: professor August Piepenschnurz. Hij werkt samen met Geiermeier. Tante Dorothee wordt verliefd op von Rant en ook Rüdiger, Anna en Lumpi vertrouwen hem. Anton komt achter het bedrog en ontmaskert von Rant.
UdoIs een jongen die bij Anton op school zit hij wil altijd alles weten.

## Onthaal
"Der kleine Vampir" was een internationaal succes. De boeken werden vertaald naar meer dan 30 talen. Verder werden er televieseries gemaakt, een film en een musical.

## Boeken
De reeks bestaat in totaal uit twintig boeken:
| Jaar | Duitse Titel                                  | Vertaling                                     |
| ---- | --------------------------------------------- | --------------------------------------------- |
| 1979 | Der kleine Vampir                             | De kleine vampier                             |
| 1980 | Der kleine Vampir zieht um                    |                                               |
| 1982 | Der kleine Vampir verreist                    | De kleine vampier op reis                     |
| 1983 | Der kleine Vampir auf dem Bauernhof           | De kleine vampier op de boerderij             |
| 1985 | Der kleine Vampir und die große Liebe         | De kleine vampier en de grote liefde          |
| 1985 | Der kleine Vampir in Gefahr                   | De kleine vampier in gevaar                   |
| 1986 | Der kleine Vampir im Jammertal                | De kleine vanmpier in tranendal               |
| 1988 | Der kleine Vampir liest vor                   | De kleine vampier leest voor                  |
| 1989 | Der kleine Vampir und der unheimliche Patient | De kleine vampier en de duistere patiënt      |
| 1989 | Der kleine Vampir in der Höhle des Löwen      | De kleine vampier in het hol van de leeuw     |
| 1989 | Der kleine Vampir und der Lichtapparat        | De kleine vampier en het lichtapparaat        |
| 1989 | Der kleine Vampir – Böse Überraschungen       | De kleine vampier - Kwadaardige verrassingen  |
| 1989 | Der kleine Vampir – Die große Verschwörung    | De kleine vampier - De grote samenzwering     |
| 1990 | Der kleine Vampir und die Klassenfahrt        | De kleine vampier en de klasuitstap           |
| 1990 | Der kleine Vampir feiert Weihnachten          | De kleine vampier en het kerstfeest           |
| 1993 | Der kleine Vampir und Graf Dracula            | De kleine vampier en graaf Dracula            |
| 2001 | Der kleine Vampir und die Tanzstunde          | De kleine vampier neemt danslessen            |
| 2001 | Der kleine Vampir hat Geburtstag              | De kleine vampier verjaart                    |
| 2006 | Der kleine Vampir und die Gruselnacht         | De kleine vampier en de griezelige nacht      |
| 2008 | Der kleine Vampir und die letzte Verwandlung  | De kleine vampier en de laatste transformatie |

## Adaptaties
Tv-series
- The Little Vampire: een Duits-Canadese televisiereeks bestaande uit dertien Engelstalige afleveringen
- Der kleine Vampir – Neue Abenteuer: Een Duitstalige reeks bestaande uit 13 afleveringen gebaseerd op de boeken "Der kleine Vampir verreist" (vertaald: De kleine vampier op reis) en "Der kleine Vampir auf dem Bauernhof" (vertaald: De kleine vampier op de boerderij).

Film
- The Little Vampire: een Duits-Nederlands-Amerikaanse langspeelfilm gebaseerd op deze reeks. In tegenstelling tot de boeken speelt het verhaal zich af in Schotland.